# Chile en los Juegos Paralímpicos de Atenas 2004
La participación de Chile en los Juegos Paralímpicos de Atenas 2004 fue la cuarta actuación paralímpica de ese país, oficialmente organizada por la Federación Paralímpica de Chile (FEPARACHILE). La delegación chilena estuvo compuesta de 4 deportistas, todos hombres, que compitieron en 3 de los 19 deportes reconocidos por el Comité Paralímpico Internacional en esos Juegos Paralímpicos.

## Deportistas
Los deportistas chilenos que participaron en Atenas 2004 fueron:
| - Tenis en silla de ruedas (2): - Robinson Méndez - Pablo Araya (mixto) | - Atletismo (1): Daniel Vasquez (5000 metros T12) - Tenis de mesa (1): Víctor Solis |

## Detalle por deporte

### Atletismo
| Atleta         | Evento     | Final     | Final |
| Atleta         | Evento     | Resultado | Lugar |
| -------------- | ---------- | --------- | ----- |
| Daniel Vasquez | 5000 m T12 | 18:01.58  | 11.º  |

### Tenis en silla de ruedas
| Robinson Méndez | Masculino singles | Yu Lin Chen 4-6, 6-4 y 6-0 | David Hall 0-6 y 2-6 | Eliminado             | Eliminado | Eliminado | Eliminado | Eliminado | Eliminado | Eliminado |
| Pablo Araya     | Mixto singles     | -                          | -                    | Bas Van Erp 0-6 y 1-6 | Eliminado | Eliminado | Eliminado | Eliminado | Eliminado | Eliminado |

### Tenis de mesa
| Víctor Solis | Masculino singles 6 | 0-3 | 0-9 | Eliminado | Eliminado | Eliminado | Eliminado | Eliminado | Eliminado |

| Predecesor: Chile en los Juegos Paralímpicos de Sídney 2000 | Chile en los Juegos Paralímpicos Atenas 2004 | Sucesor: Chile en los Juegos Paralímpicos de Pekín 2008 |

- Datos: Q5098676